# Carolin Körner
Carolin Körner (* 1967 in Nürnberg, geborene Carolin Satzinger) ist eine deutsche Professorin und Lehrstuhlinhaberin am Department Werkstoffwissenschaften (WW) an der FAU Erlangen, Lehrstuhl für Werkstoffwissenschaften (Werkstoffkunde und Technologie der Metalle).

## Leben und Wirken
Carolin Körner studierte von 1986 bis 1991 Physik an der Friedrich-Alexander Universität Erlangen-Nürnberg. Im Rahmen ihrer Tätigkeit als wissenschaftliche Mitarbeiterin am Department Werkstoffwissenschaften promovierte sie 1997 bei Prof. H.W. Bergmann mit einer Arbeit zur Wechselwirkung von Ultrakurzpulslasern mit Metallen. Anschließend übernahm sie bei Prof. Robert F. Singer die Leitung der Arbeitsgruppe „Leichtbauwerkstoffe“ und habilitierte sich 2007 mit einer Arbeit zum Integralschaumgießen von Leichtmetallen. Seit 2011 leitet sie den Lehrstuhl Werkstoffkunde und Technologie der Metalle an der Friedrich-Alexander-Universität Erlangen-Nürnberg.
Körner ist vor allem in den Arbeitsgebieten Additive Fertigung (Metalle), Gießtechnologie (Feinguss, Druckguss), Prozess- und Gefügesimulation und Legierungsentwicklung tätig. Darüber hinaus leitet sie eine Arbeitsgruppe am Zentralinstitut für neue Werkstoffe und Prozesstechnik ZMP und bei der Neue Materialien Fürth GmbH in Fürth.
Ihre Forschungsgebiete sind insbesondere Additive Fertigung, Prozesssimulation und Leichtmetalldruckguss.

## Zusätzliche Tätigkeiten
- Mitglied der kollegialen Leitung des Zentralinstitutes für neue Materialien und Prozesstechnik in Fürth.
- Wissenschaftliche Leitung des Bereichs „Additive Fertigung“ bei der Neue Materialien Fürth GmbH
- Stellvertretende Sprecherin und Standortsprecherin des SFB TR 103 „Vom Atom zur Turbinenschaufel“
- Wissenschaftliche Beirätin: CAD² (Center of additive manufacturing, Schweden), MAPP (Manufacturing Using Advanced Powder Processes, Großbritannien)

## Veröffentlichungen
- Integral foam molding of light metals: technology, foam physics and foam simulation. Berlin, Heidelberg: Springer, 2008, ISBN 978-3-540-68838-9.